# CGN
CGN – polski, ćwiczebny granat nasadkowy.
Opracowany w Wojskowym Instytucie Technicznym Uzbrojenia. Granaty CGN są miotane przy pomocy kbkg wz. 1960 i karabinka-granatnika wz. 1960/72. Przy użyciu naboju miotającego UNM wz. 1943/60 uzyskują prędkość początkową 90,5 m/s i zasięg do 600 m. Używany do imitacji strzelań artyleryjskich. 
Po uderzeniu granatu w przeszkodę i zadziałaniu ładunku dymno-błyskowego następuje gwałtowny wypływ gazowych produktów spalania, co daje efekt dźwiękowy i dymny podobny do wybuchu pocisku artyleryjskiego. Głowica, stabilizator i mechanizm odpalający w granacie są wielokrotnego użycia, a elementem wymiennym jest nabój.